# Espen Stueland
Espen Stueland (Porsgrunn, 30 de maig de 1970) és un poeta, novel·lista, crític i assagista noruec. Natural de Porsgrunn, actualment viu a Vossevangen. Va estudiar a l'Acadèmia d'Escriptura de Bergen i també literatura a la mateixa ciutat. Durant aquesta estada, va fer amistat amb el també escriptor noruec Karl Ove Knausgård.
De la seva producció destaca la novel·la Kjærlighet i tide og utide (2001), i la col·lecció de poemes Å si om seg selv (2003).
Va rebre el premi Halldis Moren Vesaas el 2003.